# Psittacanthus macrantherus
Psittacanthus macrantherus är en tvåhjärtbladig växtart som beskrevs av August Wilhelm Eichler. Psittacanthus macrantherus ingår i släktet Psittacanthus och familjen Loranthaceae. Inga underarter finns listade i Catalogue of Life.